# 스탕달 증후군

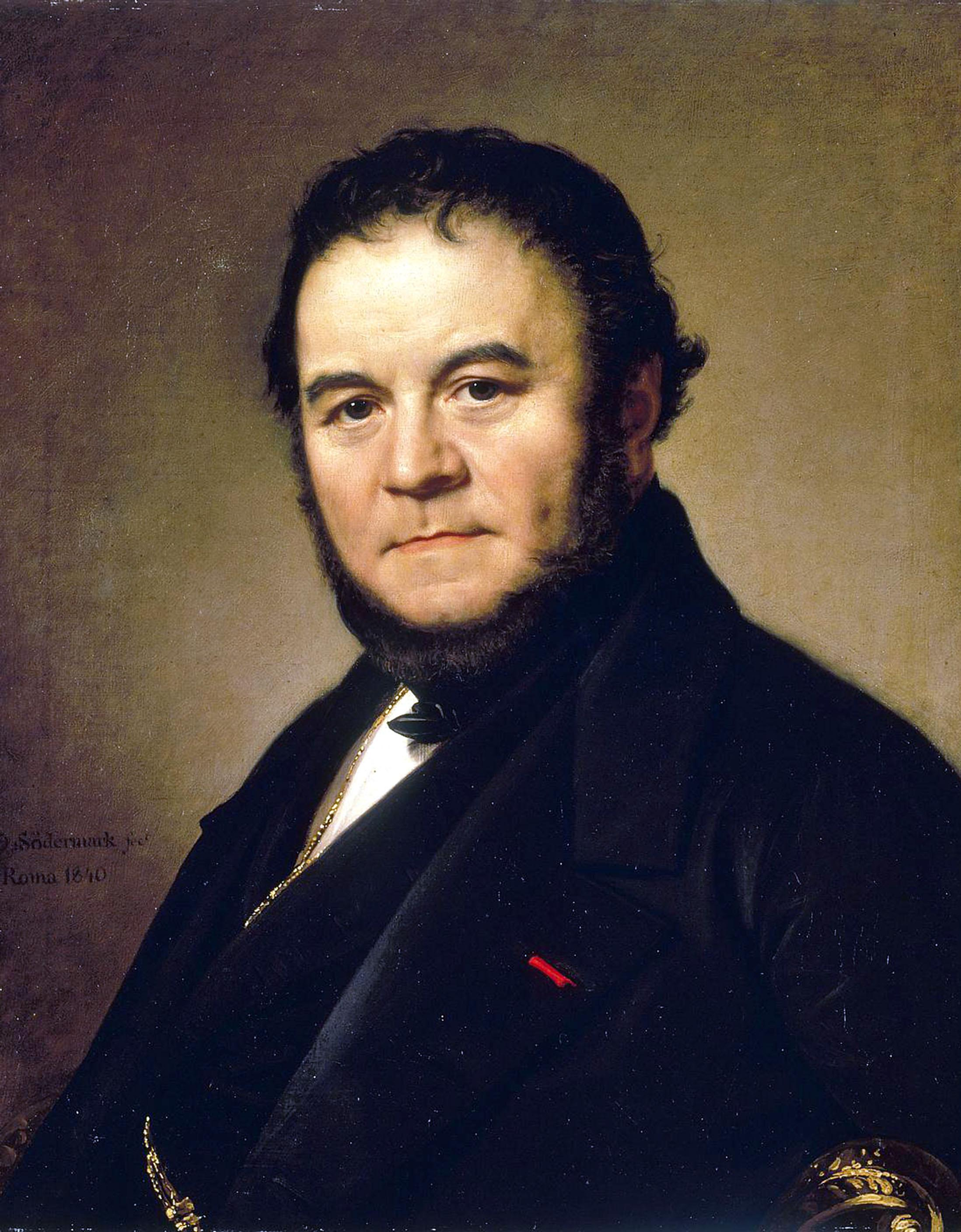
'스탕달 증후군'이라는 명칭은 프랑스의 작가 스탕달의 이름에서 비롯되었다.

스탕달 증후군(Stendhal syndrome)은 빠른 심장 박동, 실신, 혼란, 심한 경우 환각까지 포함하는 정신신체적 질환으로 개인이 사물, 예술 작품 또는 매우 아름다운 현상에 노출될 때 발생하는 것으로 알려져 있다.
이 증후군은 19세기 프랑스 작가 스탕달(Marie-Henri Beyle의 가명)의 이름을 따서 명명되었다. 스탕달은 1817년 피렌체를 방문했을 때 이 현상에 대한 자신의 경험을 저서 '나폴리와 피렌체: 밀라노에서 레지오까지의 여행'에서 설명한 바 있다. 그는 니콜로 마키아벨리, 미켈란젤로, 갈릴레오 갈릴레이가 묻혀 있는 산타 크로체 대성당을 방문했을 때 깊은 감동을 받고 다음과 같이 기록한다.
‘나는 내가 피렌체에 와 있다는 생각에, 내가 본 무덤의 위인들과 가까이 있다는 생각으로 일종의 황홀경에 빠졌습니다. 숭고한 아름다움에 대한 명상에 빠져들어 천상의 감각을 만나는 지점에 도달했습니다. 모든 것이 내 영혼에게 너무나 생생하게 말하고 있었습니다. 아, 잊을 수만 있다면. 나는 베를린에서는 '신경'이라고 부를, 심장의 강한 두근거림을 느꼈습니다. 삶이 나에게서 빠져나가고 있었습니다. 나는 곧 쓰러질까 두려워서 걸어야만 했습니다.’
심리학자들은 스탕달 증후군의 존재 여부에 대해 오랫동안 논쟁을 벌여왔지만 일부 개인에게 나타나는 명백한 영향은 의학적 치료가 필요할 만큼 심각하다고 전해진다. 이탈리아 피렌체의 산타 마리아 누오바 병원 직원들은 다비드 동상, 우피치 미술관의 예술품, 토스카나 도시의 기타 역사적 보물을 본 후 현기증이나 방향 감각 상실로 고통받는 관광객에게 익숙하다고 알려져있다.
19세기 초부터 피렌체 예술을 감상하다 기절한 사람들에 대한 많은 기록이 있지만, 이 증후군은 1979년이 되어서야 명명되었으며 이탈리아 정신과 의사인 Graziella Magherini는 피렌체 관광객들 사이에서 100건이 넘는 유사한 사례를 관찰했다. 스탕달 증후군을 특정 정신 장애로 정의하는 과학적 증거는 없다. 그러나 감정적 반응과 관련된 동일한 대뇌 영역이 예술에 노출되는 동안 활성화된다는 증거는 있을 수 있다. 이 증후군은 정신 장애 진단 및 통계 편람에 인정된 상태로 등재되어 있지 않다.

## 같이 보기
- 예루살렘 증후군
- 파리 증후군

## 참고 문헌
- Graziella Magherini. La Sindrome di Stendhal. Firenze, Ponte Alle Grazie, 1989.